# Croton triqueter
Croton triqueter är en törelväxtart som beskrevs av Jean-Baptiste de Lamarck. Croton triqueter ingår i släktet Croton och familjen törelväxter. Inga underarter finns listade i Catalogue of Life.